# Catedral de Santa María la Coronada
La Catedral de Santa María la Coronada (en inglés: Cathedral of St. Mary the Crowned) es una catedral católica en el territorio británico de Gibraltar (península ibérica). Es el centro principal del culto católico en la diócesis de Gibraltar.

## Historia

### SigloXV
El edificio original de la actual catedral fue construido durante el período español. Justo después de la conquista de la ciudad a los musulmanes, la mezquita principal se decretó a ser despojada de su pasado islámico, y consagrado como la iglesia parroquial (con el nombre de Santa María la Coronada y San Bernardo). Sin embargo, bajo el imperio de los Reyes Católicos, el viejo edificio fue demolido y una nueva iglesia fue erigida en estilo gótico. Un pequeño patio de la catedral recuerda el espacio del shan o patio de abluciones de la mezquita. El escudo de armas de los Reyes Católicos fue colocado en el patio donde todavía puede verse hoy en día. La catedral ofrece su fachada principal hacia la que hoy es la calle principal.

### SigloXVIII-actualidad
La iglesia de Santa María la Coronada fue la única iglesia que no fue profanada por las tropas que tomaron la ciudad en 1704. Fue protegida con éxito por su pastor fiel, Juan Romero, y es el único lugar donde se ha realizado ininterrumpidamente el culto católico desde la definitiva reconquista cristiana de la ciudad.
La construcción fue severamente dañada entre 1779-1783, así en 1790 el entonces Gobernador de Gibraltar, Sir Robert Boyd ofreció reconstruir la catedral, a cambio de una cesión de tierras, y así reorientar la fachada a la calle principal. La reconstrucción se llevó a cabo en 1810 y se aprovechó la oportunidad para el estrechamiento de la calle principal. La torre del reloj fue añadida en 1820, y en 1931 la fachada oeste actual fue construida para reemplazar a la anterior construida en 1810.
Hasta el siglo XIX, quien moría en Gibraltar tenía el derecho a ser enterrado bajo el suelo de la catedral. Los obispos están enterrados en una cripta debajo de la estatua de Nuestra Señora de Europa.
En 1943, el ataúd de Wladyslaw Sikorski fue enterrado en esta catedral, después de que su avión se estrellase en el mar justo al lado de Gibraltar.

## Galería

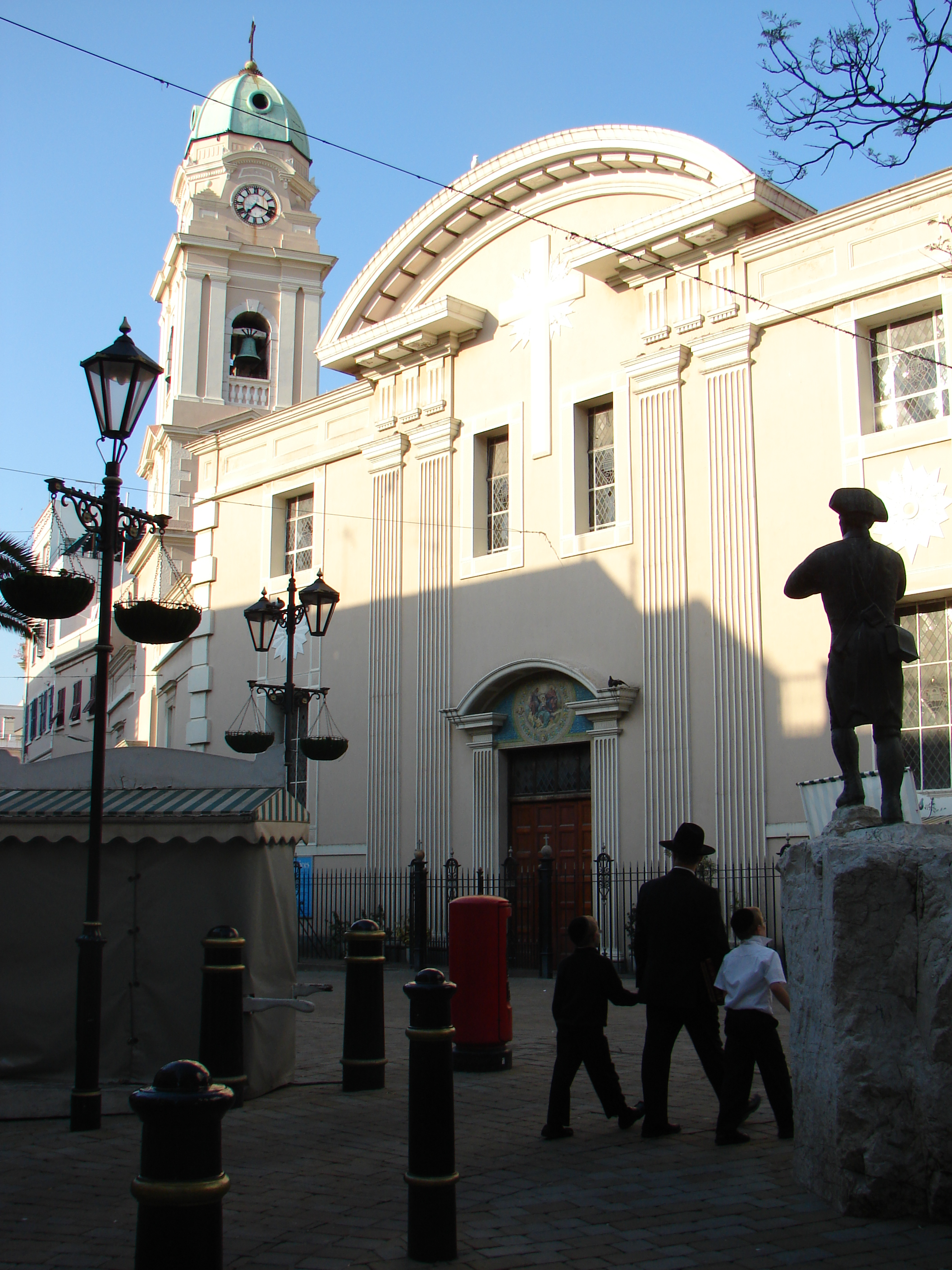
El exterior de la catedral.
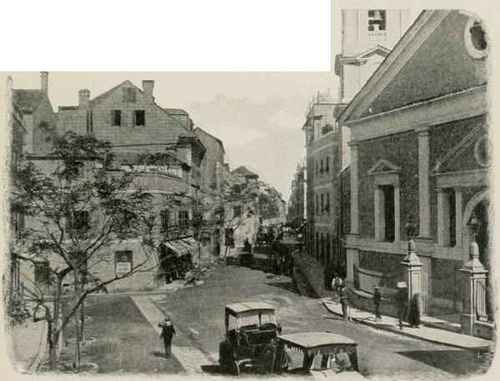
Parte de la catedral en una fotografía del siglo XIX.
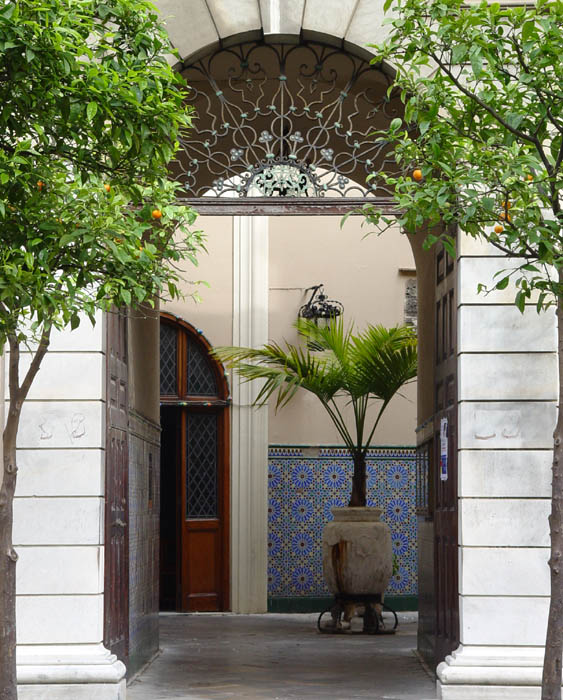
Una entrada.
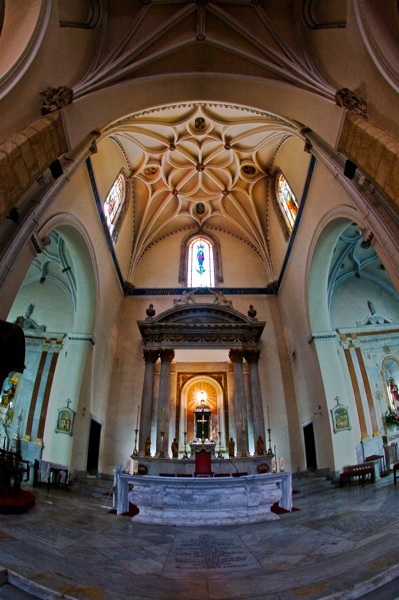
Vista del altar.
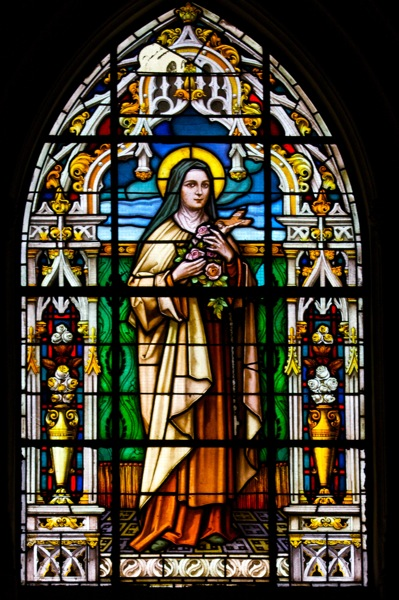
Vidriera en la catedral.

- Datos: Q651123
- Multimedia: Cathedral of St. Mary the Crowned, Gibraltar / Q651123